# Jardin botanique de l'université de Rennes
Le jardin botanique de l’université de Rennes est un jardin botanique géré par l’université de Rennes 1, dans la ville française éponyme.

## Histoire
Ses fonds remontent aux collections de Christophe-Paul De Robien (1698-1756), alors président du parlement de Bretagne.

## Collections
- Serres, localisées au centre du campus de Beaulieu[2] (48° 07′ 03,75″ N, 1° 38′ 23,59″ O) et rassemblées dans les années 1960 au moment où la faculté de Science aménageait le campus[3]. Les serres sont principalement utilisées par l’unité mixte de recherche « Ecobio » (UMR 6553). Elles ont été entièrement reconstruites en 1999[4].
- Herbiers, qui compte 300 000 spécimens, ouvert seulement aux chercheurs.
- Modèles de plantes en bois, reçus du musée de Berlin comme compensation après la Seconde Guerre mondiale.

## Sources
- Université de Rennes - collections botaniques
- Université de Rennes - serres
- Entrée BGCI